# 科爾德斯普林斯 (明尼蘇達州)
科爾德斯普林斯（英語：Cold Springs）是一個位於美國明尼蘇達州斯特恩斯縣的城市。

## 歷史
科爾德斯普林斯於1856年成立，得名自當地的水泉。科爾德斯普林斯的郵局自1857年營運至今。

## 人口
根據2020年美國人口普查的數據，科爾德斯普林斯的面積為7.38平方千米，當中陸地面積為7.26平方千米，而水域面積為0.12平方千米。當地共有人口4164人，而人口密度為每平方千米564人。